# Mycetina cinctipennis
Mycetina cinctipennis es una especie de coleóptero de la familia Endomychidae.

## Distribución geográfica
Habita en Malaya y Sumatra.